# Trijueque
Trijueque é um município da Espanha na província de Guadalajara, comunidade autónoma de Castilla-La Mancha, de área 35,63 km² com população de 1216 habitantes (2006) e densidade populacional de 25,56 hab/km².

## Demografia
| Variação demográfica do município entre 1991 e 2004 | Variação demográfica do município entre 1991 e 2004 | Variação demográfica do município entre 1991 e 2004 | Variação demográfica do município entre 1991 e 2004 |
| --------------------------------------------------- | --------------------------------------------------- | --------------------------------------------------- | --------------------------------------------------- |
| 1991                                                | 1996                                                | 2001                                                | 2004                                                |
| 331                                                 | 570                                                 | 571                                                 | 909                                                 |